# Melchior Lange
Melchior Lange (zm. 9 lipca 1586) – patrycjusz świdnicki, rajca, a w latach 1580/1581 i 1581/1582 burmistrz miasta.
Posiadał jedną z kamienic niedaleko Rynku (obecnie ulica Świętokrzyska 2; do dziś z budynku zachował się jedynie renesansowy portal z łacińską inskrypcją poświęconą burmistrzowi).